# توربوشارژر

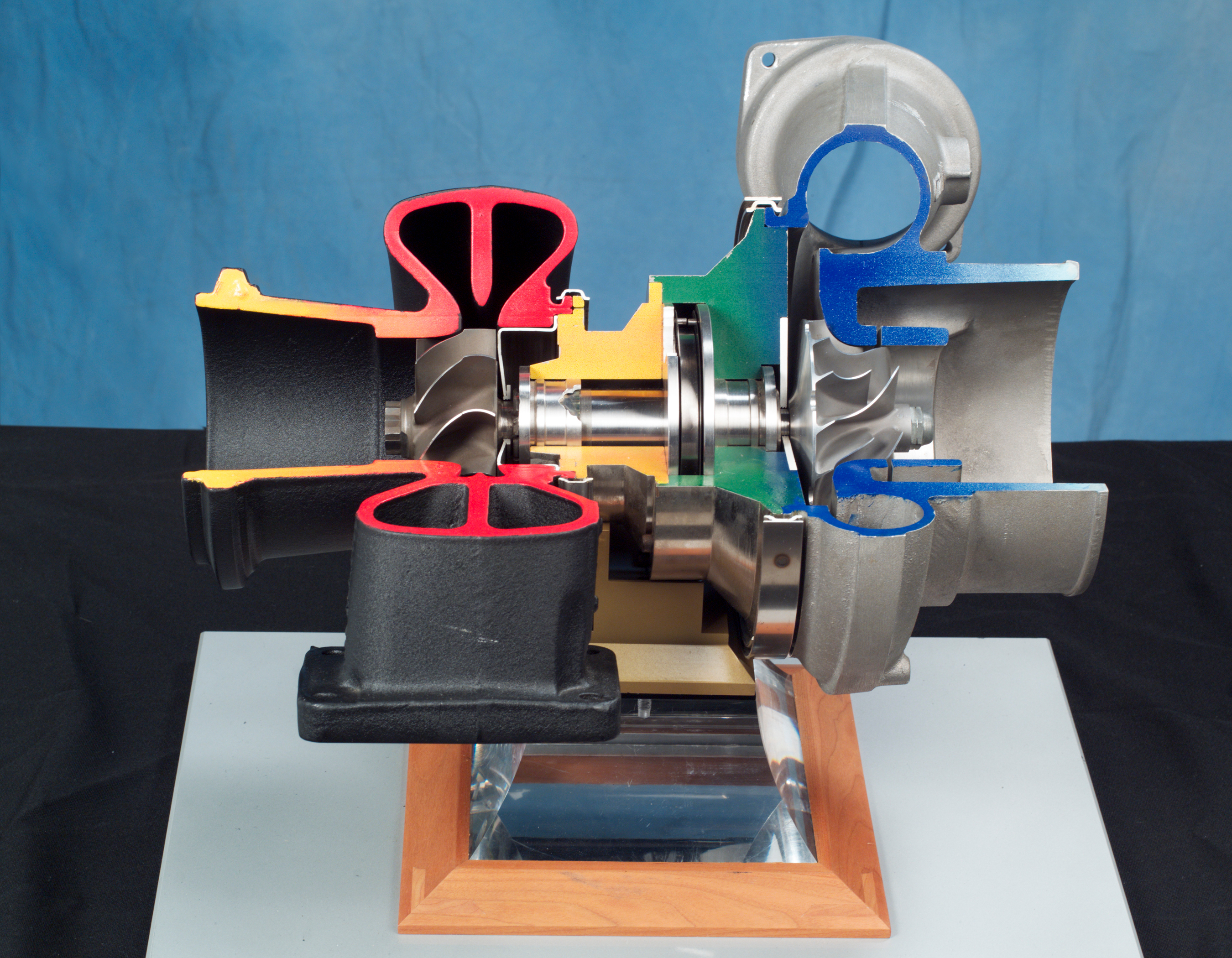
نمای برش خورده یک توربوشارژر با یاتاقان هوا-فویلی. گازهای خروجی اگزوز وارد محفظه سیاه رنگ سمت چپ شده و پیش از خروج، چرخ پروانه را با سرعت می‌چرخانند. این چرخ پروانه به پروانه سمت راست کوپل بوده و باعث چرخیدن آن و در نتیجه مکش هوا توسط آن می‌شود.

توربوشارژ یا پرخوران (به انگلیسی: Turbocharger) و در اصطلاح عامیانه توربو، سامانه‌ای کمکی است که با تزریق هوای بیشتر به محفظه احتراق، توان خروجی و راندمان موتورهای درون‌سوز را افزایش می‌دهد.
در گذشته این وسیله توربوسوپرشارژ نامیده می‌شد چرا که همه دستگاه‌هایی القای اجباری توربوشارژر خوانده می‌شدند. امروزه از واژه «سوپرشارژ» تنها برای دستگاه‌های القای اجباری مکانیکی استفاده می‌شود. تفاوت اساسی «سوپرشارژ» و «توربوشارژ» این است که سوپرشارژر به صورت مکانیکی و توسط یک تسمه کوپل شده به میل‌لنگ، توسط موتور چرخانده می‌شود، درحالی‌که توربوشارژر توسط گازهای خروجی (منیفولد دود) به حرکت در می‌آید. توربوشارژر در مقایسه با سوپرشارژر راندمان بالاتری دارد اما واکنش پذیری آن کمتر است. توین‌شارژر (به انگلیسی: Twincharger) موتوری است که شامل هر دو تجهیز «سوپرشارژ» و «توربوشارژ» باشد. امروزه بسیاری از خودرو های جهان از نوع تنفسی توربو شارژ استفاده می کنند!

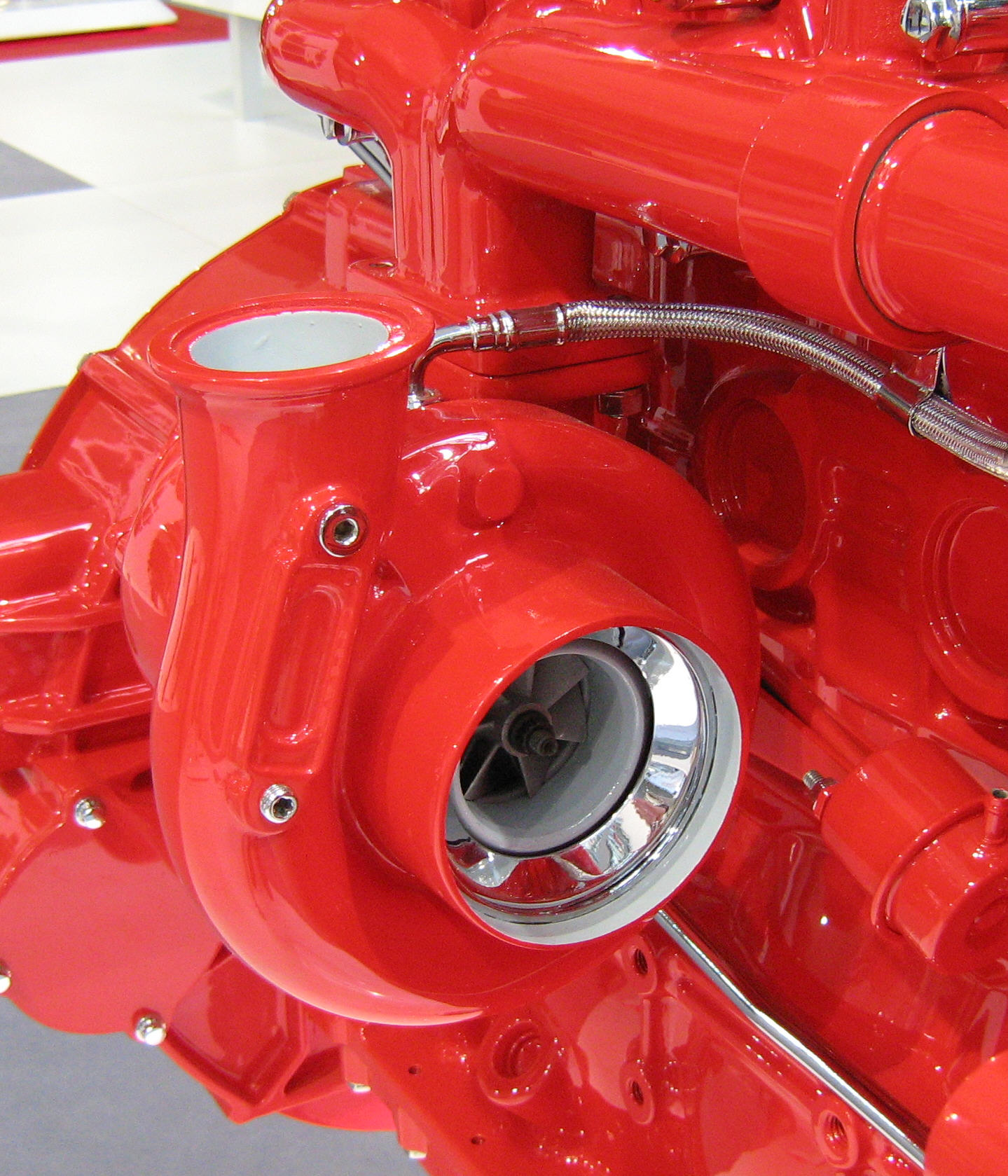
توربوشارژر یک موتور کامیون در نمایشگاه

توربو شارژر توسط مهندس مکانیک سوئیسی آلفرد بوچی، اختراع و مورد استفاده قرار گرفت. اصلی‌ترین چالش برای اختراع توربوشارژر، تولید موتورهایی با ابعاد کوچک و وزن کمتر با قدرت بیشتر بود. بدین منظور توربینی ساخته شد تا انرژی (تلف‌شده) حاصل از خروج دود از اگزوز را به صورت بهینه به‌کار بگیرد.
علاوه بر این ، با آمدن سیستم vvt روی خودرو ، ترکیب توربو با vvt باعث قویتر شدن خودرو می گردد.

## تاریخچه
به‌کارگیری سامانه توربوشارژر به پایان سده ۱۹ میلادی بازمی‌گردد. نخستین نمونه‌های مجهز به این فناوری توسط گوتلیب دایملر (Gottlieb Daimler) به کار گرفته شدند. نخستین سامانه توربوشارژر نیز توسط مهندس سوییسی آلفرد بوچی (Alfred Buchi) در دهه ۱۹۰۰ اختراع شد. اما نخستین به‌کارگیری این سامانه در دهه ۱۹۲۰ میلادی و در موتورهای ۱۲ سیلندر خورجینی هواپیماها اتفاق افتاد.
از نخستین خودروهای سواری نیز که از این سامانه استفاده نمودند می‌توان به نمونه‌هایی مانند شورولت کورویر مونزا (Chevrolet Corvair Monza) و الدزموبیل جت فایر (Oldsmobile Jetfire) در دهه ۱۹۶۰ میلادی اشاره کرد.
این سامانه در موتورهای دیزل نیز قدمتی طولانی داشته و نخستین بار شرکت مان (MAN) در کشور آلمان برای مدل MK۲۶ خود در دهه‌های ۱۹۳۰ و ۱۹۴۰ میلادی از موتورهای توربو دیزل استفاده نمود. اکنون بیشتر موتورهای گازوئیلی کامیون‌ها از این سامانه برای افزایش قدرت تولیدی موتور خود و کاهش مصرف سوخت و بهینه‌سازی کلی عملکرد پیشرانه استفاده می‌کنند.

## عملکرد
به زبان ساده توربوشارژر یک موتور مکانیکی بوده که میزان هوای ورودی به درون موتور را افزایش می‌دهد. این دستگاه از دو بخش اصلی متصل به هم تشکیل شده که با هماهنگی همدیگر، حجم و فشار هوای ورودی به محفظه سیلندر را افزایش داده و در نهایت موجب افزایش قدرت کلی موتور می‌گردند. این دو بخش فن مانند عبارتند از:
1. توربین (Turbine)
2. کمپرسور (Compressor)

توربین به اگزوز (بخش خروجی موتور نه خروجی اگزوز در بخش انتهایی خودرو) متصل بوده و کمپرسور به ورودی‌های هوای موتور. جریان هوای خروجی موتور یا اگزوز موجب چرخش پروانه‌های توربین شده و گردش توربین، کمپرسور را به حرکت درمی‌آورد. گردش کمپرسور نیز موجب شده که هوای بیشتری به درون موتور پمپاژ گردد. هوای بیشتر با سوخت بیشتر مخلوط شده و در نتیجه کارایی موتور را افزایش می‌دهد.
البته با توجه به دمای بسیار بالاتر هوای خروجی از سامانه اگزوز، در بسیاری از موتورهای توربو از یک سامانه خنک‌کننده کمکی به نام اینترکولر (Intercooler) نیز استفاده شده که با کاهش دمای هوا، مانع از بالا رفتن دمای کلی موتور و توربوشارژر و آسیب رسیدن به این سامانه و احتراق زود هنگام سوخت در سیلندر می‌گردد.
این وسیله از دو توربین که توسط یک شفت به هم متصل شده‌اند، ساخته شده‌است. یک توربین مستقیماً متصل به منیفولد دود است و توربین دیگری به وسیله لولهٔ رابط به منیفولد هوا متصل است. چون هوای ایجاد شده به‌شدت داغ می‌باشد، پیش از ورود به سیلندر جهت احتراق، در اثر ترکیب با بنزین پای یک توربوشارژر برقی یا یک سوپرشارژر دیگر را نیز به وسط می‌کشند. بدین صورت که، این توربوشارژر و سوپرشارژر در دور موتور پایین مورد استفاده قرار می‌گیرند و دو توربوشارژر دیگر، هر دو هم‌زمان در دور موتور بالا با قدرت هرچه بیشتر به یاری موتور خودرو آمده و نیروی بسیاری تولید می‌کنند. البته توربوشارژر چون از خروجی موتور نیرو می‌گیرد پس در نتیجه خود مانعی در برابر خروج دود می‌شود و بدین منظور برای خارج شدن هرچه بهتر دود از هِدر دود استفاده می‌کنند. هدر متشکل از چند لوله با ابعاد و آلیاژ خاص است که بر روی منیفولد دود نصب می‌شود. لازم است ذکر شود که قطعات تشکیل دهنده موتورهای دارای توربوشارژر شامل پیستون، شاتون، میل لنگ، ترموستات و.. دارای آلیاژ (مقاوم) متفاوتی می‌باشند.
البته گونه دیگری تیونینگ تحت عنوان توربواکسپندر نیز به شکل محدودتر برای افزایش قدرت موتور استفاده می‌گردد که سازوکار آن خنک کردن هوای پیش از ورود به موتور است که باعث متراکم شدن هوا و ورود اکسیژن بیشتر به موتور می‌شود که نمونه‌های بلو کر از گونه‌های همین گونه از تیونینگ هستند.

### مزایای به‌کارگیری توربوشارژر
1. قدرت موتور به طرز قابل توجهی زیاد می‌شود و می‌توان از موتورهای با حجم کوچک، قدرت‌های بالایی گرفت.
2. مصرف سوخت کاهش پیدا می‌کند.

دلیل عامیانه اش این است که چون قدرت موتور افزایش پیدا کرده پس لازم نیست زیاد تخته گاز رانندگی کرد و رانندگی در دورهای پایین باعث کاهش مصرف سوخت می‌شود.
1. راندمان توربوشارژر از سوپرشارژر بیشتر است، چون انرژی مورد نیاز خود را از گازهای خروجی از موتور می‌گیرد نه خود موتور و در نتیجه هیچ اتلاف انرژی وجود ندارد.
2. به‌کارگیری توربو شارژر باعث کاهش آلایندگی می‌شود.

برای مثال سمند سورن و دناپلاس+ توربوشارژ استاندارد D مصرف آلایندگی را دارد.

### معایب به‌کارگیری توربوشارژر
۱- در توربوشارژرها زمانی طول می‌کشد تا سرعت چرخش توربینِ توربوشارژر به جایی برسد تا بتواند بوستِ قابل استفاده برای پیشرانه تولید کند.
این موضوع سبب ایجاد تأخیر توربو می‌شود و این مسئله در سوپرشارژرها وجود ندارد.
۲- یک عیب دیگر این است که این بوست در دور موتورهای محدودی در اختیار راننده قرار می‌گیرد و از آغاز حرکت در دسترس نیست.
مثلا توربوشارژر خودرو سورن در دور حدود ۲۲۰۰ وارد مدار می‌شود.
البته خودروسازان در توربوهای به روز، این دور را پایین‌تر هم آورده‌اند.
۳- از دیگر معایب توربوشارژر دمای بالای آن‌ها است.
منبع تأمین انرژی، گازهای داغ خروجی از موتور است که از اینتر کولر برای خنک کردن این هوا استفاده می‌شود.
ولی در هر حال در دمای نسبتاً بیشتری نسبت به سوپرشارژرها کار می‌کنند.

## توانایی‌های موتور توربو
موتور توربو یا مجهز به سامانه توربوشارژر قدرت بیشتری از نمونه بدون به‌کارگیری این سامانه تولید نموده و در نتیجه مصرف سوخت کمتری نسبت به توان و اسب بخار تولید شده خواهد داشت. قدرت بیشتر موجب افزایش قابلیت‌های دینامیکی خودرو شده و شتاب‌گیری و سرعت خودرو را به میزان قابل توجهی افزایش می‌دهد. اکنون این موتورها عمومیت بیشتری پیدا کرده و به دلیل خواص دوگانه خود، بسیاری از خودروسازان معتبر جهان دست به به‌کارگیری آن در پیشرانه خودروهای تولیدی خود زده‌اند.
به دلیل تولید نیروی بیشتر، این قابلیت وجود داشته که موتورهای کوچک‌تری با توانایی مشابه طراحی و ساخته شوند. موتور کوچک‌تر با حجم موتور پایین‌تر نیز با کاهش وزن، شتاب خودرو را افزایش داده و رانندگی لذت بخش‌تری را برای راننده و سرنشینان رقم می‌زنند. اما در کنار افزایش توانایی‌های حرکتی، به همان دلایل مصرف سوخت نیز کاهش یافته و توانایی پیمودن مسافتی بیشتر را با میزان سوخت یکسان به خودرو می‌دهند.
در واقع به‌کارگیری توربوشارژر یا موتور توربو خودروی شما را به دو پیشرانه مجازی با عملکرد متفاوت مجهز خواهد کرد؛ یک پیشرانه کوچک و کم مصرف برای رانندگی در خیابان‌ها عادی و جابجایی‌های روزمره و یک موتور قدرتمند برای به‌کارگیری حداکثر توانایی‌ها و سبقت گرفتن سریع و شتابگیری‌های ناگهانی.

## تفاوت های موتور توربو و سوپر شارژر
در دنیای امروز، بهبود کارایی و قدرت موتورهای درون سوز یکی از اهداف اصلی صنعت خودروسازی است. سیستم های شارژ مانند سوپر شارژ و توربو شارژ به عنوان راه حل هایی برای افزایش قدرت و بهبود عملکرد موتور طراحی شده اند. این فناوری ها با فشرده سازی هوای ورودی به موتور، میزان اکسیژن موجود در محفظه احتراق را افزایش می دهند که منجر به احتراق بهتر و تولید نیروی بیشتر می شود.
سوپر شارژ و توربو شارژ در خودروها به منظور افزایش قدرت پیشرانه های درون سوز به کار می روند. این پیشرانه ها از طریق احتراق سوخت و هوا انرژی تولید می کنند. برای افزایش قدرت، می توان سوخت بیشتری به موتور تزریق کرد، اما این کار تنها تا حدی مؤثر است. زیرا برای احتراق کامل، سوخت باید با حجم معینی از هوا ترکیب شود. نسبت ایده آل بنزین به هوا ۱۴ به ۱ است، یعنی ۱۴ قسمت هوا به یک قسمت بنزین نیاز است. بنابراین، برای احتراق کامل سوخت اضافی، باید هوای بیشتری با فشار بالا و حجم ثابت وارد سیلندر شود. به همین دلیل، از سیستم های توربو شارژ و سوپر شارژ استفاده می شود تا هوای بیشتری به موتور وارد کنند و کارایی آن را افزایش دهند.

### مقایسه توربو شارژ و سوپر شارژ
توربو شارژ و سوپر شارژ  دو فناوری مهم در افزایش قدرت موتورهای خودرو هستند. تفاوت اصلی آن ها در منبع نیرویی است که کمپرسور را به حرکت درمی آورد. سوپر شارژرها برای عملکرد به نیروی موتور وابسته اند، در حالی که توربو شارژرها از انرژی گازهای خروجی اگزوز استفاده می کنند. این ویژگی باعث می شود توربو شارژرها به طور کلی راندمان بالاتری داشته باشند، زیرا از انرژی ای که در موتورهای معمولی و سوپر شارژرها هدر می رود، بهره می برند.
توربو شارژرها به طور قابل توجهی قدرت موتور را افزایش می دهند و به موتورهای کوچکتر اجازه می دهند قدرت بیشتری نسبت به اندازه خود تولید کنند، در حالی که مصرف سوخت بهتری نیز ارائه می دهند. با این حال، در دورهای پایین موتور، توربو شارژرها تقویت کمتری دارند و ممکن است با تأخیر در عملکرد مواجه شوند.
سوپر شارژرها نیز قدرت موتور را افزایش می دهند و به دلیل اتصال مستقیم به میل لنگ موتور، در دورهای پایین بدون تأخیر عمل می کنند. اما از آنجا که از نیروی موتور برای عملکرد خود استفاده می کنند، راندمان کلی کاهش می یابد.
در اروپا، استفاده از توربو شارژرها به دلیل موتورهای کوچک و چهارسیلندر رایج تر است. سوپر شارژرها در دورهای پایین تر عملکرد بهتری دارند، در حالی که توربو شارژرها در دورهای بالا بهترین کارایی را نشان می دهند. توربو شارژرها کم صداتر هستند، اما سوپر شارژرها به دلیل سادگی در نگهداری، قابل اعتمادترند. 